# Громадянство Андорри

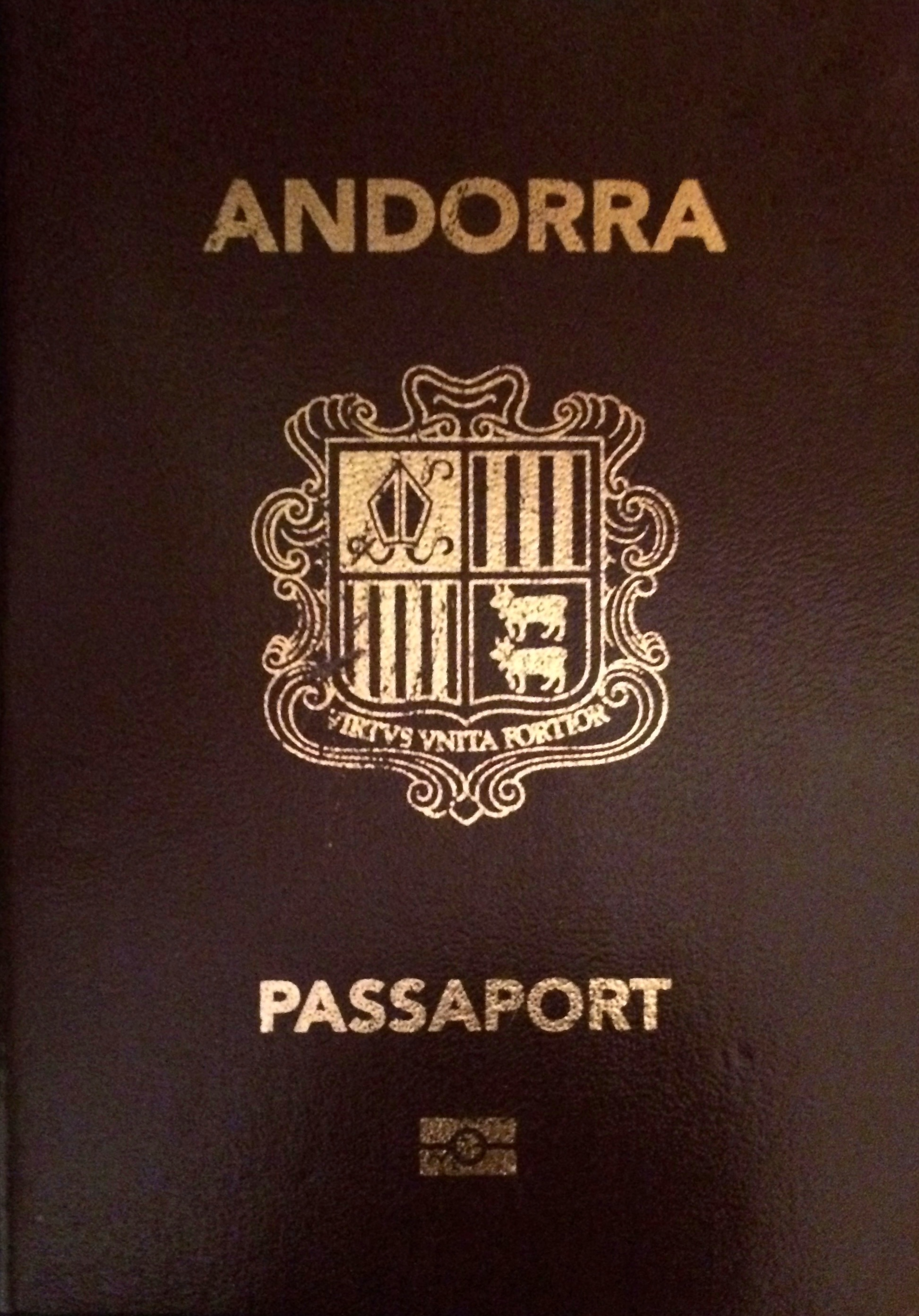

Громадянство Андорри (кат. Nacionalitat andorrana) — це правові відносини між Князівством Андорра та фізичною особою.

## Право на отримання громадянства

### За походженням
Усі діти громадян Андорри мають право на громадянство Андорри незалежно від місця народження.

### За народженням
Діти, народжені в Андоррі за будь-якої з наступних умов, мають право на отримання громадянства Андорри:
- народжені від батьків, один (або обидва) з яких народився в Андоррі та проживав постійно та переважно в Андоррі на момент народження
- народжені від неандоррських батьків, які проживали постійно та в основному в Андоррі принаймні 10 років на момент народження

### Шляхом натуралізації
Ті, хто хоче стати громадянином Андорри шляхом натуралізації, повинні відповідати таким критеріям:
- вони повинні відмовитися від наявного іноземного громадянства

- вони повинні постійно проживати в Андоррі протягом щонайменше десять років, якщо заявник провів всю свою обов’язкову освіту в Андоррі, або протягом щонайменше 20 років, якщо він/вона може підтвердити свою інтеграцію в суспільство Андорри

## Втрата громадянства
Якщо громадянин Андорри служить у збройних силах чи уряді іншої країни або приймає іноземне громадянство, він/вона автоматично втрачає своє громадянство Андорри.
Колишні громадяни Андорри можуть відновити своє колишнє громадянство, якщо їхній запит до уряду буде прийнято.
Будь-який житель Андорри може проживати у Франції без запиту на отримання візи.

## Подвійне громадянство
Подвійне громадянство суворо заборонено законодавством Андорри. З іншого боку, іспанське законодавство визнає подвійне громадянство з Андоррою.